# 菅野幸一郎
菅野 幸一郎（かんの こういちろう、1967年8月18日 - ）は、バレーボール指導者。福島県二本松市出身。日本男子代表のコーチ、東レアローズ女子チームの監督を歴任。

## 来歴
法政大学第二高校、法政大学を経る。法政大時代は1990年のビーチバレージャパンで高尾和行とのペアで初優勝。
大学卒業後に東レ九鱗会（現・東レアローズ静岡）でプレーし、1996年に監督に就任。4年間監督を務め、優勝こそならなかったものの、上位争いをするチームを作り上げた。
以降は、東レ女子バレーボール部のコーチに就任。2005年に達川実監督から引き継ぐ形で監督に昇格する。チームの総合力・団結力を高め、2007/08プレミアリーグで優勝。以降、2008/09、2009/10シーズンでも優勝に導き、3連覇を達成する。
2013年6月、東レの総監督に就任し、翌7月よりJOCスポーツ海外研修員として渡米した。
2015年5月に日本に戻り、日本男子代表のコーチに就任した。
2016年6月、東レアローズ女子チームの監督に復帰した。
2020年に監督を退任しゼネラルマネージャーに就任した。